# Pasillo ecuatoriano
Pour les articles homonymes, voir Pasillo.
Le pasillo ecuatoriano (français : pasillo équatorien) est un genre musical dérivé du pasillo de la Grande Colombie, qui est une danse folklorique autochtone, une adaptation locale de la valse autrichienne. Le pasillo ecuatoriano a adopté un rythme lent et mélancolique, joué dans les tons graves, qui le différencie du pasillo des autres pays ayant appartenu à la Grande Colombie.

## Histoire

### Débuts
Le pasillo arrive dans la région équatorienne, lorsque la valse granadino est apparue dans la république de Nouvelle-Grenade, qui finira par être appelée vals criollo. Plus tard, avec l'unification de la Grande Colombie, il se répand sur les territoires du Venezuela, de la Colombie et de l'Équateur. Cette musique, essentiellement instrumentale à ses débuts, est jouée dans des fanfares militaires. Plus tard, elle est interprétée au moyen du piano, du tiple, de la guitare, de la harpe, du violon et de la contrebasse. Peu à peu, d'autres instruments viennent s'ajouter, comme l'accordéon, la flûte et le requinto. Il est très populaire non seulement en Équateur, mais aussi dans le sud de la Colombie, dans la région du Valle del Cauca. À cette époque, il est connu sous le nom de « vals criollo » et est influencé par le classicisme au cours du XIXe siècle. Le terme pasillo est né de la danse avant la musique, car il décrit la manière dont la danse doit être coordonnée entre les couples par des pas plus courts ou doubles. D'autre part, le musicologue Segundo Luis Moreno, qui, au début du XXe siècle, compile et transcrit de nombreuses mélodies indigènes et folkloriques des hauts plateaux du nord, soutient qu'il existe une relation étroite entre le pasillo et le toro rabón, depuis disparu. Son origine a fait l'objet de discussions, résumées par l'historien Jorge Núñez en 1980, lorsqu'il l'a décrit comme un « fils bâtard de l'indépendance et frère jumeau de la république », soulignant son origine illégitime (c'est-à-dire non équatorienne) et son étroite parenté avec le gouvernement colombien. Les premières compositions ont été réalisées par Aparicio Córdoba et Sixto María Durán, sur la base de la musique classique. Au cours des trois dernières décennies, il commence à se développer en Équateur avec la création du Conservatoire national en 1870, ainsi qu'avec le début de la construction du Théâtre national de Sucre, inauguré en 1886. Il s'agit donc d'un genre qui a commencé comme musique de chambre pour la danse dans les villes avant de devenir populaire dans le reste du pays. Le pasillo ecuatoriano commence à prendre de l'ampleur à la fin du XIXe siècle grâce à deux mouvements artistiques importants. Le premier est la partie musicale apportée par des compositeurs et des musiciens tels qu'Amable Ortiz et Paredes Herrera. Le second était principalement constitué par les paroles des chansons qui provenaient des poèmes écrits par les poètes de la génération décapitée, Medardo Ángel Silva, Arturo Borja et Ernesto Noboa.

### Consolidation
Selon Alejandro Andrade Coello, écrivain de Quito, le pasillo est introduit en Équateur dans les années 1970 du XIXe siècle, comme en témoigne le groupe Los Bandidos, composé par Aparicio Córdoba. Il est arrivé par le biais des fanfares militaires des guerres d'indépendance vers 1822 ; plus tard, il acquiert des caractéristiques locales, influencées par le sanjuanito et le yaraví. En Équateur, le pasillo devient le symbole musical de la nationalité. Au début, ce genre emblématique est appelé «  », écrit à 3/4 de temps. Les premiers pasillos interprétés étaient connus sous le nom de « valses al estilo del país » ou « colombianos ou colombianas ».
Selon la chercheuse Ketty Wong, depuis le début du XXe siècle, le pasillo équatorien cesse d'être un genre festif joué dans les retretas ou dans les salons pour devenir une chanson qui récite des textes mélancoliques et reflète des sentiments de perte et de nostalgie, parle de la beauté de ses femmes ou exprime la valeur de ses hommes et la nostalgie de l'être aimé. Cependant, il existe aussi des textes qui expriment l'admiration pour les paysages équatoriens, et souvent ces passages en l'honneur d'une région ou d'une ville sont plus connus que les hymnes eux-mêmes, comme dans le cas du célèbre Guayaquil de mis amores de Nicasio Safadi ou de Alma Lojana d'Emiliano Ortega. Ce sentiment témoigne d'un comportement fortement représentatif de la nationalité équatorienne qui accompagne le sens ouvertement romantique de ce genre musical. Wong souligne qu'en Équateur, « en raison de sa capacité à intégrer et à générer différentes significations parmi les différents groupes sociaux, ethniques et générationnels, le pasillo est devenu la musique nationale par excellence. »

### Institutionnalisation

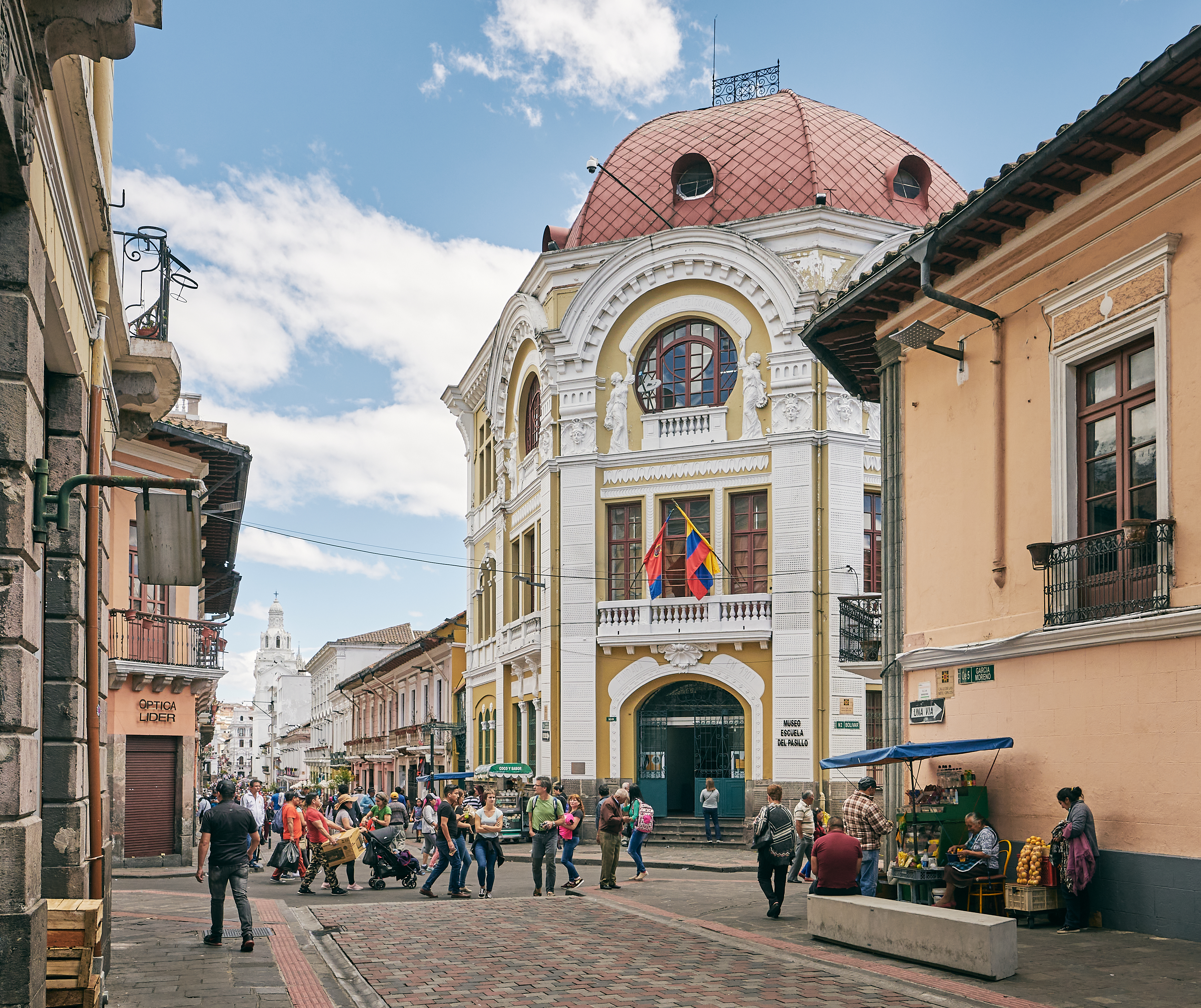
Musée du pasillo à Quito.

Désormais, le pasillo est toujours populaire et de nombreux artistes continuent d'interpréter ce genre, en le remettant au goût du jour tout en conservant ses caractéristiques traditionnelles. Parmi eux, Margarita Laso, Álex Alvear, Alexandra Cabanilla et Juan Fernando Velasco se distinguent tout particulièrement. Laso excelle dans la musique et la poésie, cultivant les deux dimensions dans lesquelles le pasillo s'est historiquement développé. Juan Fernando Velasco consacre une partie de sa carrière musicale au sauvetage et à l'actualisation du pasillo. Avec Misquilla, qui est à la fois le nom d'un disque, d'un groupe et d'un bar où l'on joue plusieurs pasillos, il maintient la tradition vivante dans les nouvelles générations
Depuis le XIXe siècle, la préservation institutionnelle de ce genre est recherchée. cette fin, le Museo del Pasillo crée dans la ville de Quito, ainsi que le Museo de la Música Popular (Musée de la musique populaire) à Guayaquil, dédié principalement à Julio Jaramillo, qui cherche également à sauver ce genre important par le biais de son histoire, de ses principaux représentants et de ses événements actuels. Il est proposé avec succès à l'inscription au patrimoine culturel immatériel de l'UNESCO, qui est confirmée en 2021.

## Festival del pasillo
Le 1er octobre est désigné comme la journée du pasillo ecuatoriano en raison de la naissance de Julio Jaramillo ce jour-là en 1935. Ce jour-là, des concerts sont organisés tout au long du mois dans les différentes interprétations possibles du genre : duos, trios ou musique de chambre. Le festival a vu le jour au cours des premières décennies du XXe siècle en tant que projet de sauvetage du genre après sa déclaration en tant que patrimoine national. Le festival est réalisé à travers des concerts généralement liés à la Casa de la Cultura Ecuatoriana, les noyaux dans chaque province, et les principaux théâtres dans chaque ville. Ce festival est organisé pratiquement pendant les années où il y avait des restrictions à la mobilité.